# Grabovo (Beočin, Srbija)
Grabovo (ćir.: Грабово, mađ.: Garáb) je naselje u općini Beočin u Južnobačkom okrugu u Vojvodini.

## Zemljopis
Grabovo se nalazi na jednoj terasi iznad potoka Tekeniš. Smješteno je 5 km od Dunava na terasi s vidicima na najviši dio Fruške gore. Ovalnog je oblika, a ulice su prave planinske, uske i krivudave.
Prigradski autobusi iz Novog Sada povezuju selo s Beočinom i gradom, ali ipak selo je izolirano. U naselju ima samo dva telefona, a signali televizijskih stanica i mobilnih operatera ponekad nailaze na poteškoće pri prijemu.

## Stanovništvo
U naselju Grabovo živi 138 stanovnika, od toga 104 punoljetna stanovnika, a prosječna starost stanovništva iznosi 39,8 godina (36,9 kod muškaraca i 42,7 kod žena). U naselju ima 54 domaćinstva a prosječan broj članova po domaćinstvu je 2,56.
Prema popisu stanovništva iz 1991. godine u naselju je živjelo 142 stanovnika.
| Etnički sastav 2002. |            |        |
| Narod                | Stanovnika | %      |
| Srbi                 | 135        | 97,82% |
| Hrvati               | 1          | 0,72%  |
| Slovaci              | 1          | 0,72%  |
| Muslimani            | 1          | 0,72%  |
| nepoznato            | 0          | 0,0%   |

| broj stanovnika | 133   | 212   | 219   | 174   | 162   | 142   | 138   |
|                 | 1948. | 1953. | 1961. | 1971. | 1981. | 1991. | 2001. |

## Vanjske poveznice
- Karte, udaljenosti vremenska prognoza  Arhivirana inačica izvorne stranice od 8. rujna 2009. (Wayback Machine)
- [neaktivna poveznica]